# Takatsukasa Fusahiro
Takatsukasa Fusahiro (鷹司 房熙) (né le 6 septembre 1710, mort le 9 juin 1730), fils de Konoe Iehiro et fils adopté de Takatsukasa Kanehiro, est un noble de cour japonais (kugyō) de la période Edo (1603–1868). Il n'occupe ni la fonction de régent sesshō ni celle de régent kanpaku. Sa femme et lui n'ont pas de fils mais en adoptent un, Takatsukasa Hisasuke.
Il a souvent été noble

## Source de la traduction
- (en) Cet article est partiellement ou en totalité issu de l’article de Wikipédia en anglais intitulé « Takatsukasa Fusahiro » (voir la liste des auteurs).